# Fremskridtspartiets Ungdom
Fremskridtspartiets Ungdom (FPU) er (eller var) en politisk ungdomsorganisation med tilknytning til Fremskridtspartiet, som blev stiftet d. 26. marts 1973.
FPUs hovedbestyrelse har været det politiske arnested for flere medlemmer af Folketinget, heriblandt Tom Behnke (Konservative Folkeparti) samt Kristian Thulesen Dahl og Peter Skaarup (Dansk Folkeparti).
Efter at formanden for FPU, Markus Højland, forlod Fremskridtspartiet i 2019 foreligger der ikke oplysninger om, hvorvidt Fremskridtspartiets Ungdom stadig eksisterer som organisation.